# تشو مين-وو
تشو مين-وو (هانغل: 조민우) هو لاعب كرة قدم كوري جنوبي في مركز قلب الدفاع، ولد في 13 مايو 1992 في مدينة سونغنام في كوريا الجنوبية. شارك مع منتخب كوريا الجنوبية تحت 17 سنة لكرة القدم. أما مع النوادي، فقد لعب مع نادي سول.

## وصلات خارجية
- تشو مين-وو على موقع الاتحاد الدولي (مؤرشف)  (الإنجليزية)
- تشو مين-وو على موقع رابطة كرة القدم اليابانية للمحترفين (اليابانية)
- تشو مين-وو على موقع دوري كوريا الجنوبية (الإنجليزية)
- تشو مين-وو على موقع قاعدة بيانات كرة القدم.إي يو (الإنجليزية)
- تشو مين-وو على موقع Soccerway.com (الإنجليزية)
- تشو مين-وو على موقع عالم كرة القدم.نت (الإنجليزية)